# Суинбёрн, Нора
Нора Суинбёрн (англ. Nora Swinburne, урождённая Леонора Мэй Джонсон (англ. Leonora Mary Johnson), 24 июля 1902 — 1 мая 2000) — британская актриса.
Родилась в Бате в семье Генри Суинбёрна Джонсона и его жены Леоноры Тэмар. Образование получила в колледже Росхолм в Уэстон-сьюпер-Мэр, а затем обучалась в Королевской академии драматического искусства в Лондоне. Впервые на театральной сцене Суинбёрн появилась в двенадцатилетнем возрасте, а регулярные выступления у неё началась во время учёбы в академии в 1916 году. В дальнейшем актриса была довольно востребована на театральных сценах Англии, а в 1923 году появилась и в США на Бродвее.
В 1920 году стартовала кинокарьера Суинбёрн с небольшой роли в британском немом фильме «Заклейменная». За последующие годы своей карьеры в кино, актриса снялась в полусотне кинокартин, среди которых «Цитадель» (1938), «Человек в сером» (1943), «Камо грядеши?» (1951), «Преданные» (1954), «Елена Троянская» (1956) и «Тысяча дней Анны» (1969). На телевидении Суинбёрн запомнилась ролью тёти Эстер Форсайт в популярном британском сериале 1967 года «Сага о Форсайтах».
Актриса трижды была замужем. Всё трое её мужей, Фрэнсис Листер, Эдвард Эшли-Купер и Эсмонд Найт, были актёрами, и брак с каждым из них завершился разводом. Нора Суинбёрн умерла в Лондоне, в мае 2000 года, в возрасте 97 лет.